# Caravan Beyond Redemption
Caravan Beyond redemption è il quinto album dei Cathedral, prodotto dalla Earache.

## Tracce
1. Voodo Fire – 6:12
2. The Unnatural World – 4:05
3. Satanikus Robotikus – 5:02
4. Freedom – 5:06
5. Captain Clegg – 6:07
6. Earth Messiah – 5:18
7. The Caravan – 3:01
8. Revolution – 7:08
9. Kaleidoscope Of Desire – 4:46
10. Heavy Load – 6:09
11. The Omega Man – 6:00
12. Dust Of Paradise – 14:04

## Formazione
- Lee Dorrian - voce
- Garry Jennings - chitarra
- Leo Smee - basso
- Brian Dixon - batteria